# 外治法
外治法（がいちほう）とは、中国やインドなどアジア地域の伝統医学において、薬浴、鍼灸、指圧など皮膚に対するアプローチを内容とする治療法を指す概念。製剤（中医薬、漢方薬）の内服、薬膳などの食養法による内治法に対する概念である。

## 概説
東洋医学には証に基づく治療を意味する「弁証論治」の考え方があり、望診、聞診、問診、切診（脈診、腹診など）から導き出される「証」に基づき漢方や薬膳（内治法）、鍼灸（外治法）などの治療方針が決定される。
外治法には、治療開始後の作用出現あるいは治療中止時の消退が迅速であるため、治療の調節性に優れる特徴がある。
内治法や外治法には一定の地域性もあり、モンゴル医学の外治法は硬治法、強治法（強刺激）及び柔治法の三種類に分けられるが、柔治法の中の外部療法などには遊牧生活から発した療法がみられる。

## 主な外治法
清代の医学者である呉尚先によれば、主なものとして以下の方法がある。
1. 薬物を皮膚に貼り付ける方法
  1. 貼…餅状で粘り気のある薬物を患部に貼り付ける。
  2. 塗…希薄な薬物を直接患部に塗布する。
  3. 敷…比較的濃い薬物を用いて患部を覆う。
  4. 攤…比較的濃い薬物を布の上に伸ばして患部に貼り付ける。
  5. 縛…薬物を塗った布を患部に付着させて縛って固定化する。
  6. 乾渗…粉末状の粉を直接患部に吹き付ける。
2. 火を用いて刺激を与える
  1. 灸…灸を参照のこと。
  2. 照…油灯火（場合によっては薬物を一緒に燃やす）を人体の一点あるいは複数点に近づけて、刺激・消毒効果をもたらす。
  3. 焼…火炎や燃えた炭で直接患部を焼く（ただし、長時間行った場合には火傷の危険性も高く使用には慎重が期される方法でもある）。
  4. 爆…皮膚の表面で爆裂を起こす。
3. 熱を用いて刺激を与える（熨）
  1. 薬熨…薬物の粉末を炒って熱したものを布袋に入れて皮膚表面を暖める。
  2. 温熨…薬湯・薬酒で煮て熱した布で皮膚表面を暖める。
  3. 磚瓦熨…磚瓦（れんが）を熱して布で巻いたものを腹部に当てて暖める。
4. 薬物の熱気で治療する方法
  1. 煎湯燻…煎じた薬物の蒸気を吸入したり、患部に直接当てる。
  2. 焼煙燻…薬物を焼いた煙で患部を直接燻したり、居室を消毒する。
5. 薬物と併用して皮膚表面を擦る
  1. 抹…布や綿花に薬物を染み込ませ、患部を軽く擦る。
  2. 搽…粘り気のある薬物で、患部を擦る。
  3. 刷…刷毛に付いた薬物で、患部を擦る。
  4. 摩…患部や経穴に薬物を塗布し、その場所に按摩を行う。
  5. 括痧…患部に油を塗布して、その上を銅貨になどによって擦って発赤させる。
6. 薬物を体内に吸い込ませる
  1. 吹…耳鼻咽頭に対して管状のものに詰めた薬物を吹き付ける。
  2. 嚏…薬物を鼻孔から吹き込んでくしゃみをさせる（診断に用いる事もある）。また、専ら鼻孔治療のための方法は「㗜（ちく、口偏に畜）」と称した。
  3. 吸…薬物の煙を咽頭部に直接吸入させる。
7. 薬液に体を浸す
  1. 洗…薬液で患部あるいは全身を直接洗う。
  2. 浸…薬物を煎じた液の中に患部を一定時間浸す。
  3. 滴…鼻や耳に薬液を滴らせる。
  4. 点…目薬による点眼。
8. その他
  1. 砸…按摩の一種。足の踵で患部や穴位を叩く。
  2. 捏…按摩の一種。患者の脊柱の両面や臀部を指でつねる。
  3. 坐…細かく砕いた薬物を炒って布で包んだものの上に患者を座らせて布と臀部を接触させる。主に全身性疾患や衰弱した病人に用いる。
  4. 臥…炒った薬物を敷いた上に患者を横臥させる。坐と同様に全身性疾患や衰弱した病人に用いる。
  5. 踏…患者に治療道具を踏ませる。青竹踏みと同じ要領である。
  6. 火缶…道具を用いて皮膚に吸い付けて、膿や悪血を吸い出す。吸い玉（吸角）と同じ要領である。